# اینسل ایر
اینسل ایر (به انگلیسی: Insel Air) یک شرکت هواپیمایی با کد یاتا 7I است که در ۱۹۹۳ میلادی تأسیس شده و در ۲۰۰۶ فعالیتش را آغاز کرده‌است.